# Modernismo en Alcoy

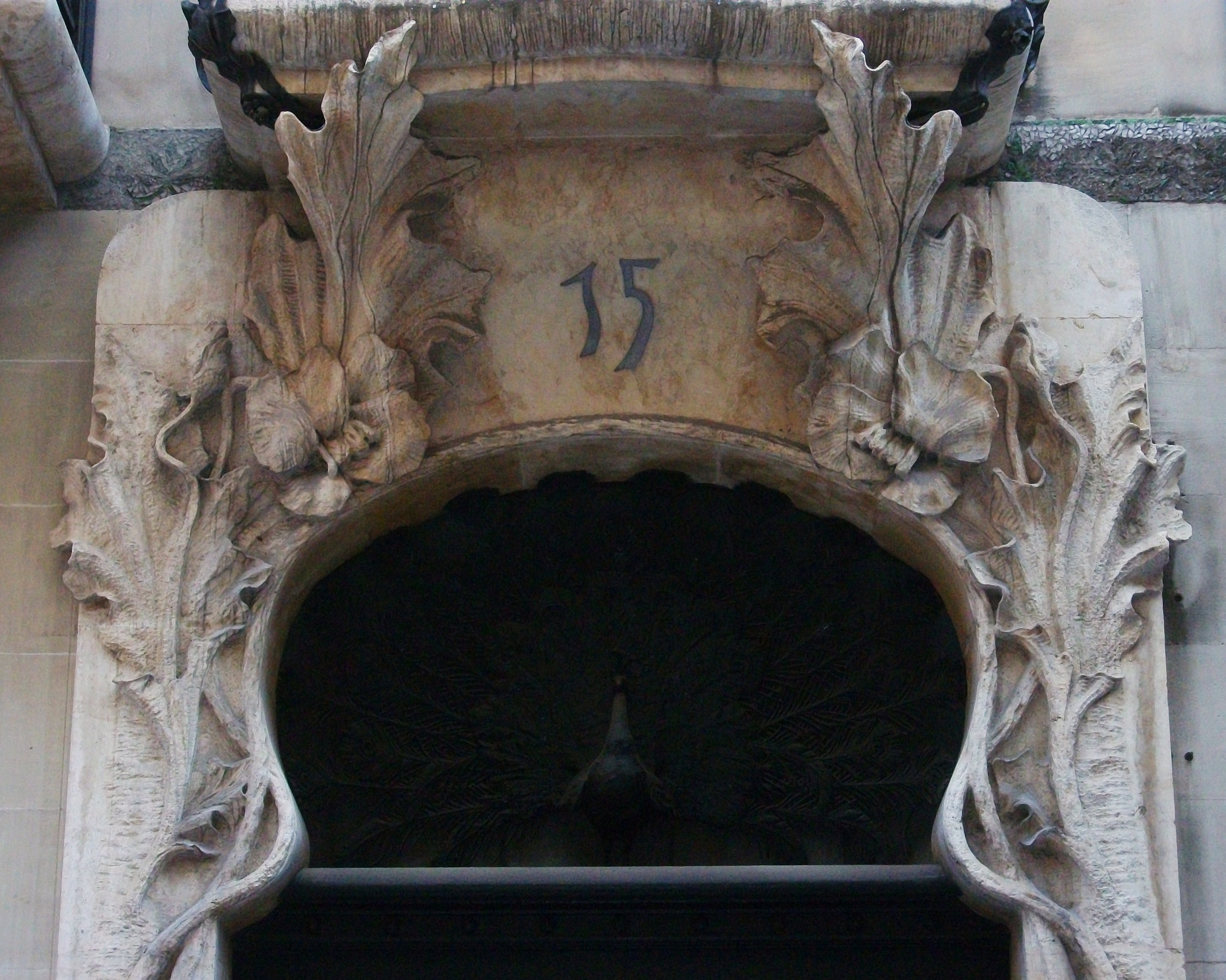
Casa del Pavo, Alcoy.

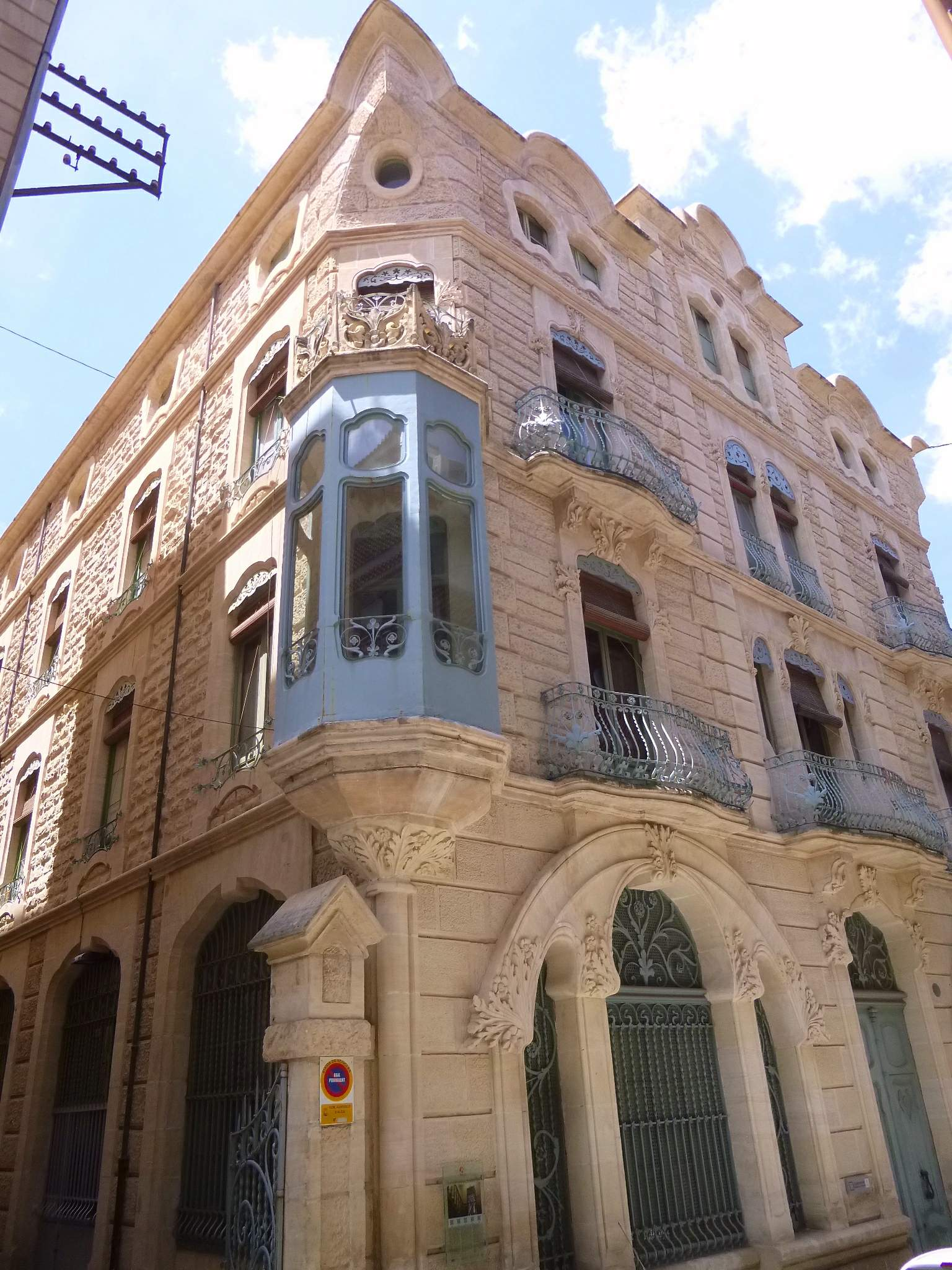
Casa de Escaló, obra de Vicente Pascual Pastor.

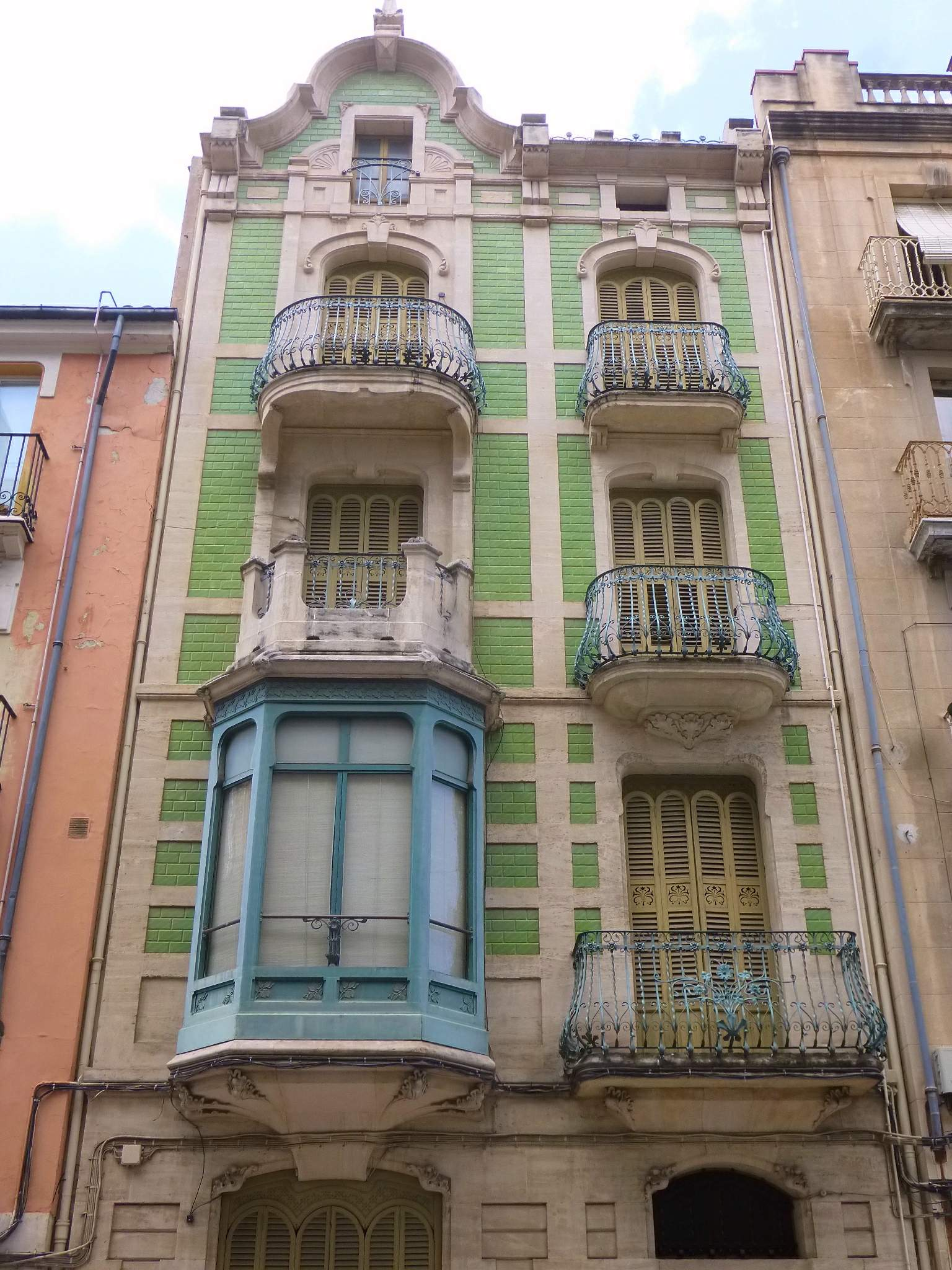
Casa Laporta, Alcoy.

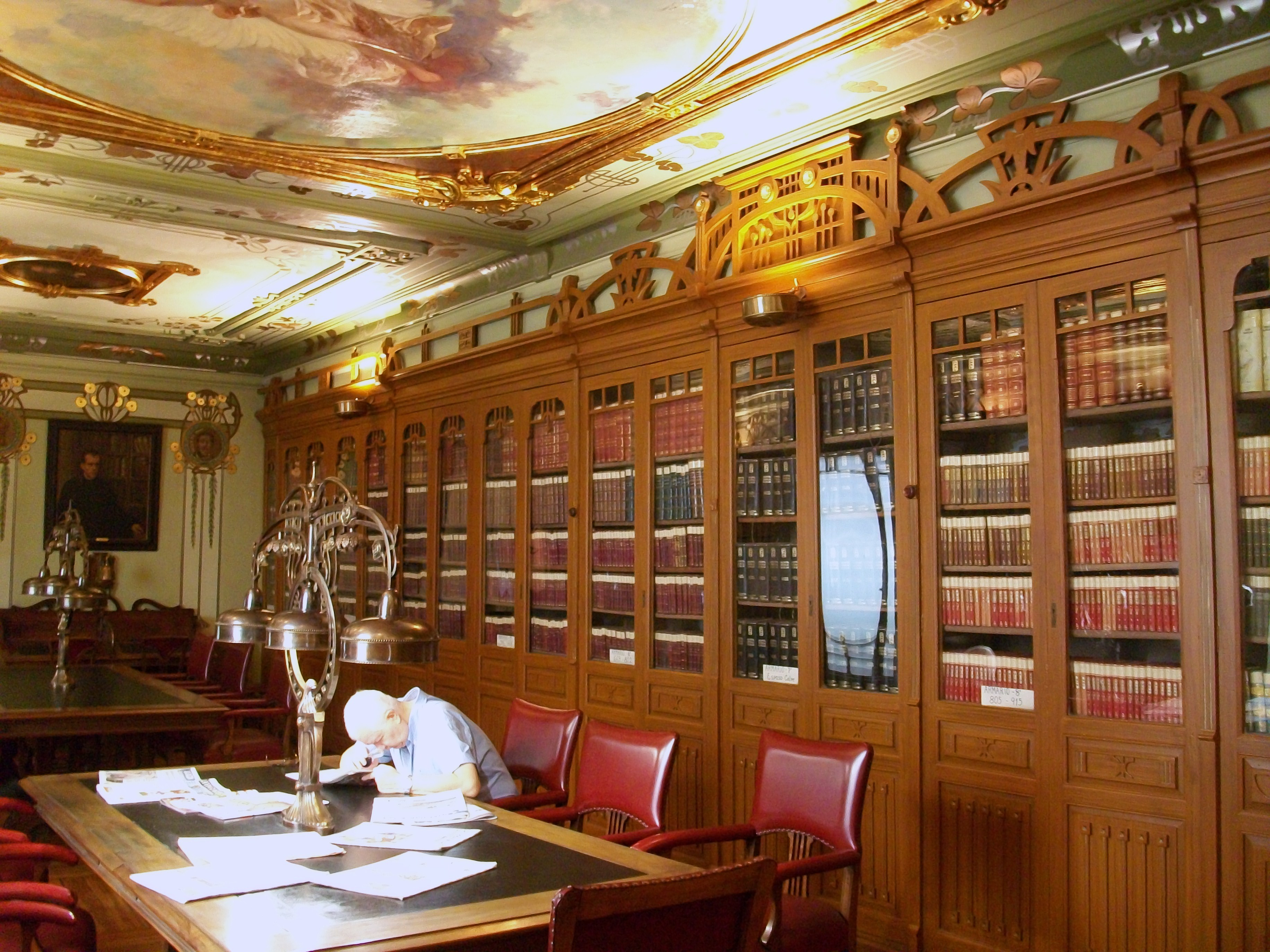
Biblioteca del Círculo Industrial de Alcoy.

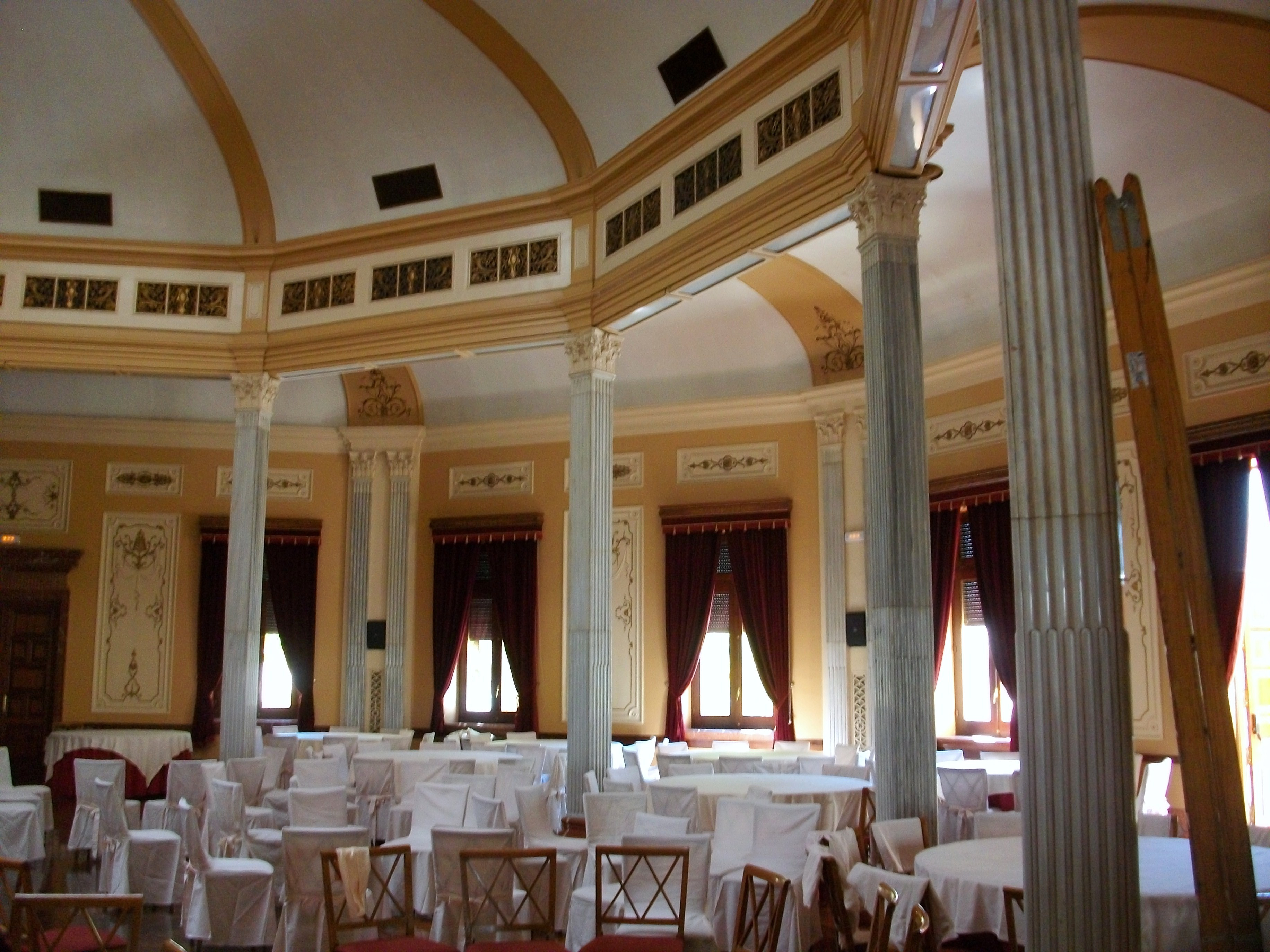
Salón rotonda del Círculo Industrial de Alcoy.

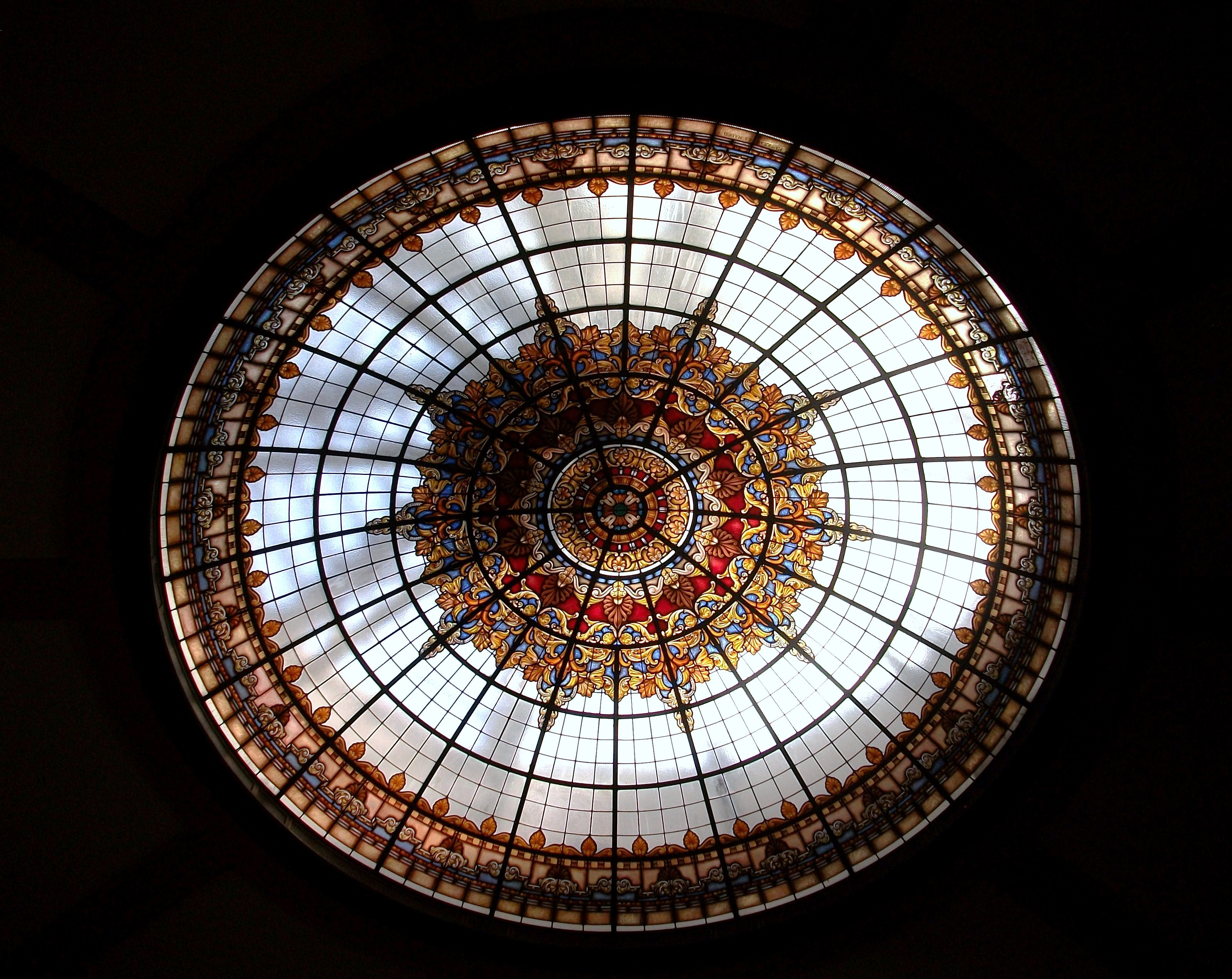
Vidriera del salón rotonda, Círculo Industrial de Alcoy

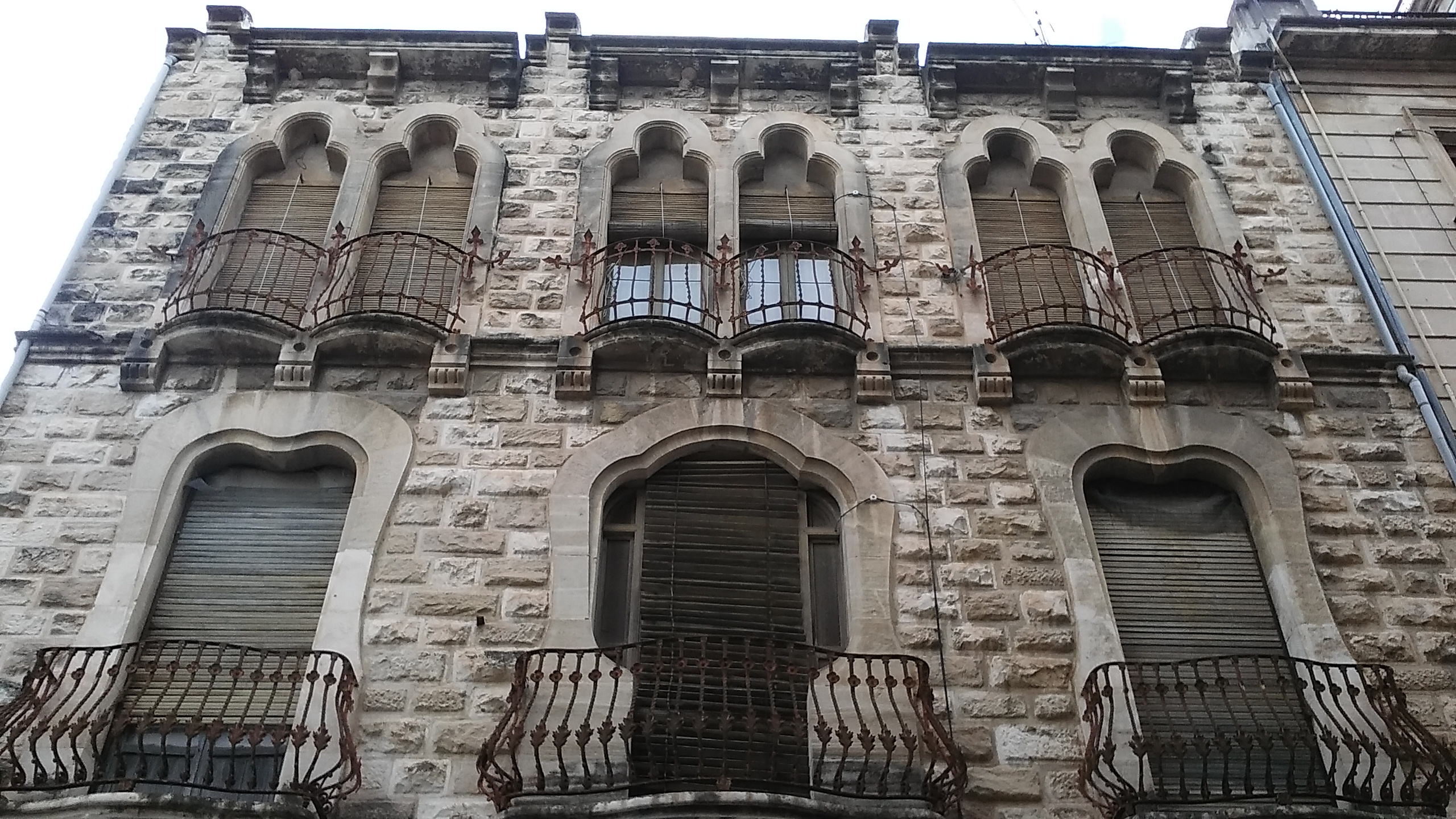
Fachada de Casa Vilaplana.

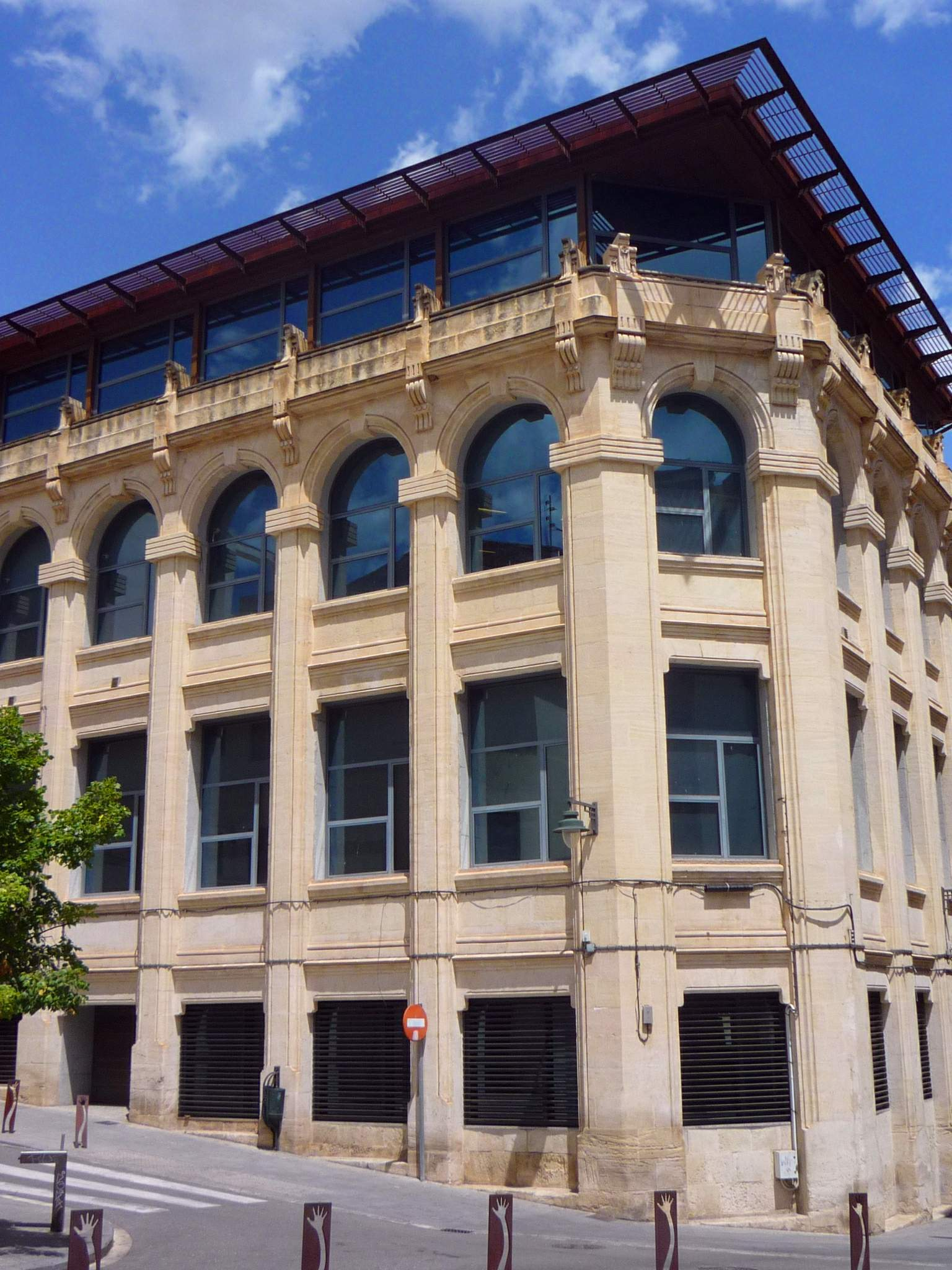
Fábricas de Ferrándiz y Carbonell.

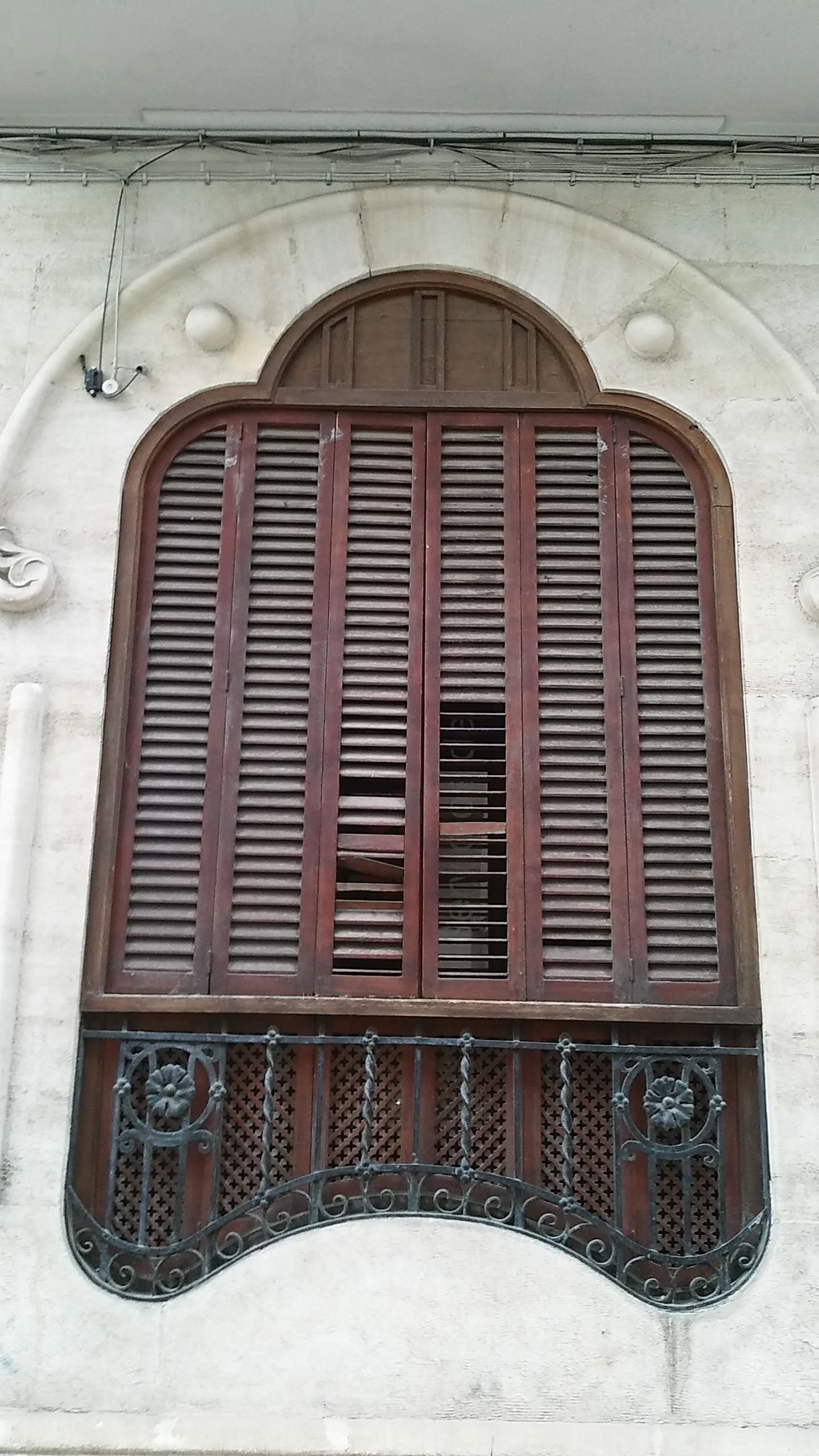
Detalle de ventana en casa en País Valencià 30.

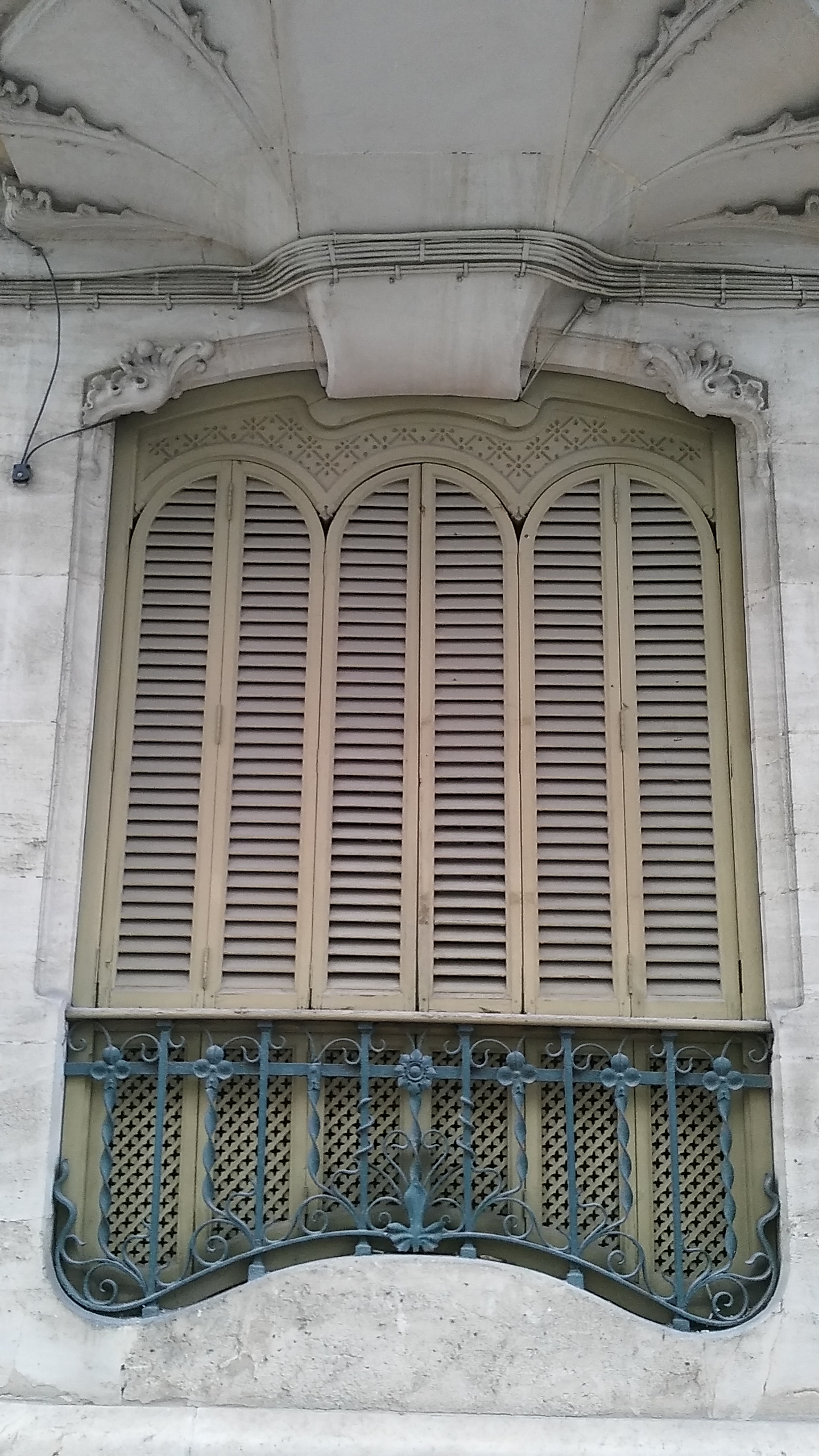
Detalle de ventana en la Casa Laporta.

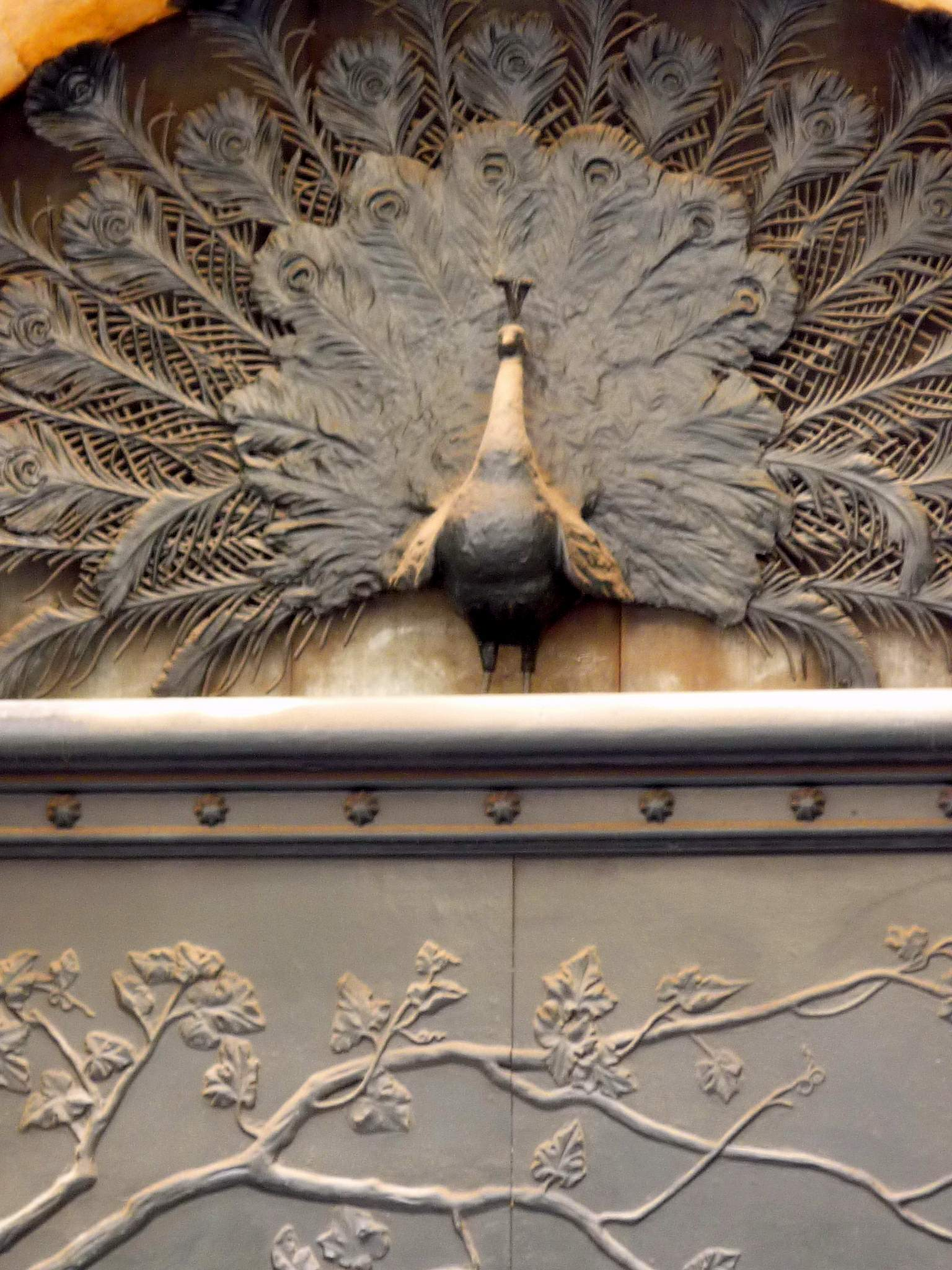
Escultura en hierro en la Casa del Pavo, Alcoy

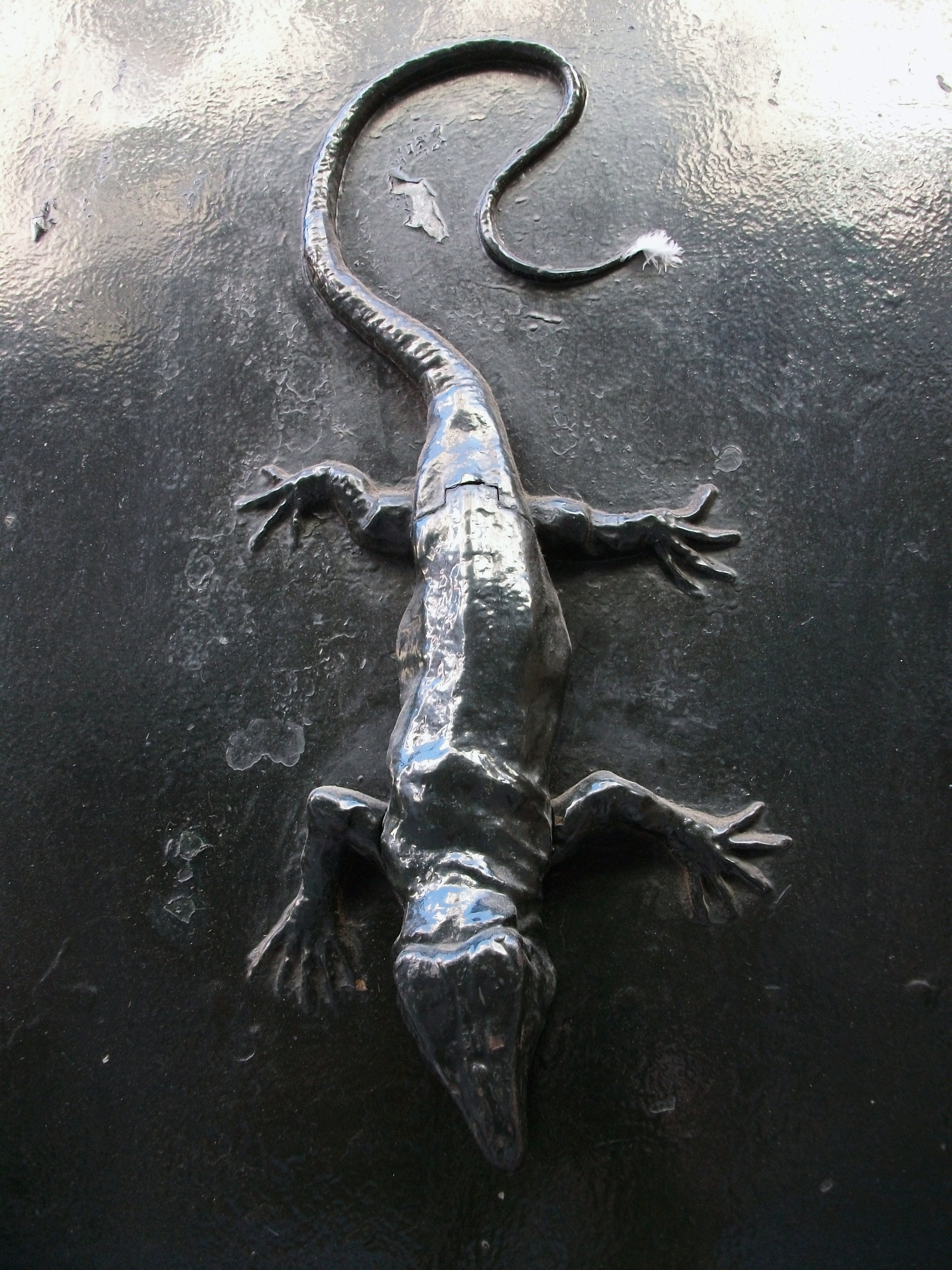
Escultura de lagarto en hierro en la Casa del Pavo.

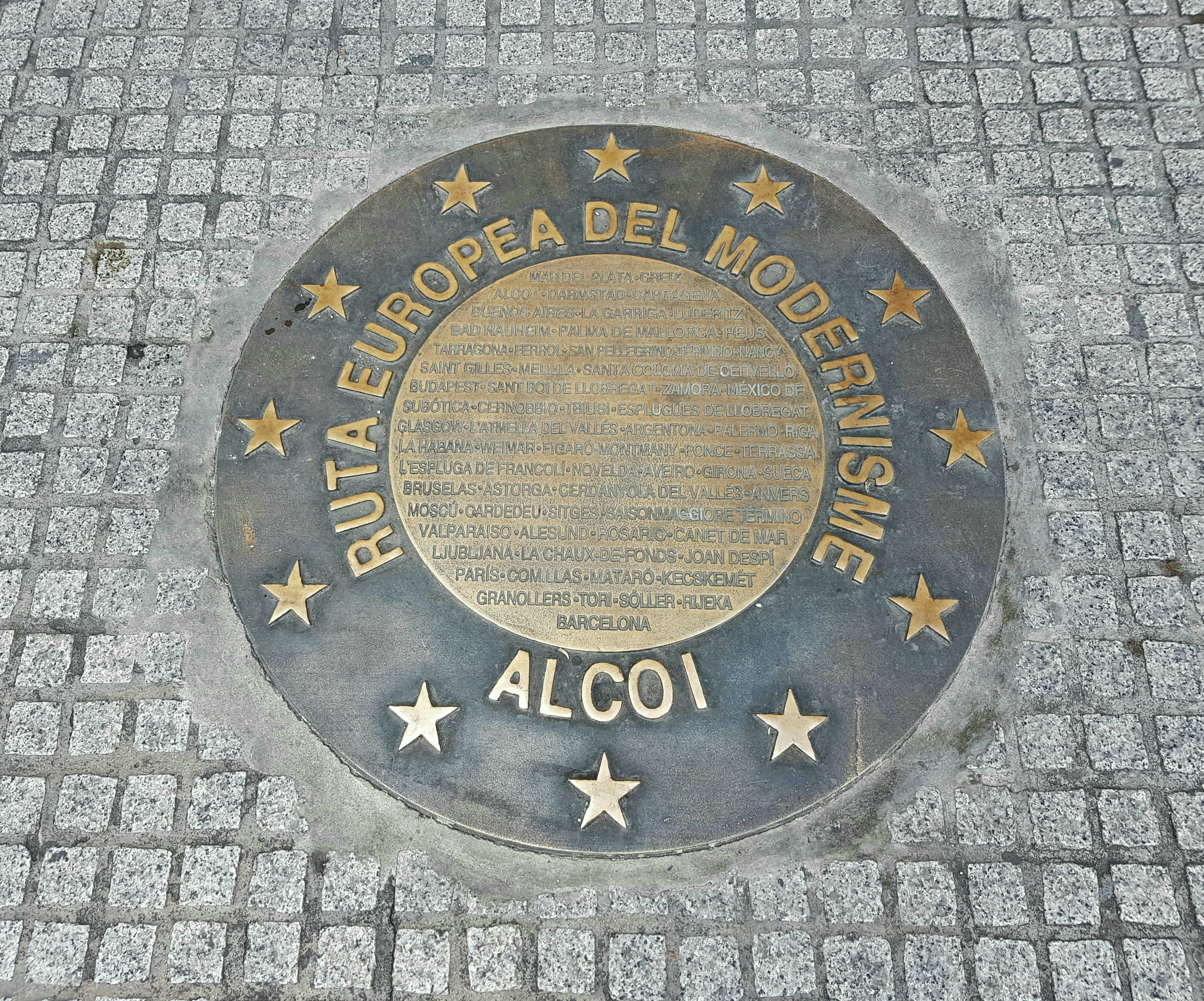
Placa de la Ruta Europea del Modernismo, en la plaza de España de Alcoy.

El Modernismo en Alcoy es el desarrollo de una corriente general que surge en toda Europa (denominada en cada país como modernismo, art nouveau, Jugendstil, sezession, etc.) y que en Alcoy (Alicante), Comunidad Valenciana adquiere una personalidad propia y diferenciada dentro del modernismo valenciano. 
Tiene lugar dentro del contexto de un gran desarrollo industrial, económico y urbano. Es un estilo principalmente arquitectónico, aunque también se desarrolla en otras artes plásticas (pintura y escultura) y en el diseño y las artes decorativas en la ciudad Alcoy.
En el año 2010 Alcoy fue incluida dentro de la Ruta Europea del Modernismo, asociación europea formada por instituciones y gobiernos locales cuyo fin es la protección y promoción internacional del patrimonio modernista. 
El 22 de septiembre de 2017, durante la 1ª edición de la Feria del Modernismo de Alcoy se colocó una placa conmemorativa de dicha nominación junto a la entrada del ayuntamiento, en el piso de la plaza de España.

## Arquitectura
De la mano de arquitectos locales como Vicente Pascual Pastor y Timoteo Briet Montaud, formados en Barcelona y coetáneos al modernismo valenciano y al modernismo catalán, pero que ejercieron prácticamente toda su carrera en Alcoy, el modernismo cobrará una especial relevancia arquitectónica en la ciudad.
Las primeras muestras del modernismo en Alcoy podemos encontrarlas en la reforma de la Glorieta de Alcoy realizada en 1899 por Vicente Pascual Pastor, cuyo perímetro está delimitado por verjas de hierro forjado de estilo claramente modernista. El primer edificio que contiene características de estilo modernista será el edificio en la calle Sant Nicolau 32 que data de 1901, obra de Timoteo Briet Montaud. Oficialmente es la Casa Laporta del año 1904, también construida por Briet, la que está considerada como la primera edificación de estilo modernista en Alcoy  y que poseerá una tipología plenamente modernista.
A partir de ese momento, las nuevas tendencias modernistas llegaran a Alcoy con prontitud, a pesar de encontrarse alejado de los principales focos modernistas europeos, gracias a la apertura de sus principales arquitectos y artistas a las nuevas tendencias artísticas imperantes.

### Arquitectos modernistas
Los arquitectos más importantes del estilo modernista alcoyano son:
- Vicente Pascual Pastor: El estilo modernista del arquitecto alcoyano Vicente Pascual tendrá una expresión más exuberante y una influencia más directa del art nouveau francés y belga.
- Timoteo Briet Montaud: El estilo de Timoteo Briet será más contenido, sobrio y formal, de carácter más geométrico, debido a la gran influencia en todas sus obras modernistas del movimiento modernista austriaco Sezession.

Aunque no fueron los únicos arquitectos modernistas que plasmaron su impronta en Alcoy, si son, sin duda alguna, los principales. Al ser únicamente dos arquitectos los que realizarían la gran mayoría de obras del modernismo alcoyano, bien pudiera parecer que la relación de obras se reduce a unas pocas. Bien al contrario, se estima que entre ambos arquitectos desarrollaron unas sesenta construcciones modernistas de todo tipo en Alcoy, lo que nos proporciona una idea bastante precisa de la especial pujanza de la burguesía industrial alcoyana. 
Ambos tienen en común su formación en Barcelona y el ser coetáneos a los arquitectos del modernismo valenciano y el modernismo catalán, pero también los dos ejerceran prácticamente toda su carrera en Alcoy, donde el modernismo arquitectónico cobrará especial relevancia gracias a su arte y sus obras.
Otros arquitectos que edificaron obra de estilo modernista en Alcoy fueron:
- Alfonso Dubé: Arquitecto que edificó la Subestación de Hidroeléctrica de Alcoy junto a Timoteo Briet Montaud en 1910.
- Enrique Vilaplana Juliá: Ingeniero alcoyano que edificó el Viaducto de Canalejas, puente de estilo modernista inaugurado en 1907.
- Jorge Vilaplana Carbonell: Maestro de obras de estilo ecléctico que plasmó su impronta modernista en la casa País Valencià 30, junto a la Casa Laporta, de Timoteo Briet Montaud.
- José Cort Merita: Ingeniero que construyó la fábrica en calle Agres 8 junto con el arquitecto Vicente Pascual Pastor.
- José Abad Carbonell: Ingeniero municipal, autor del edificio modernista de la fuente de El Molinar de Alcoy en 1912.
- Joaquín Aracil Aznar: arquitecto alcoyano, autor del quiosco de estilo modernista de la plaza de la Constitución (actual plaza de España) en 1917, obra ya desaparecida.

### Arquitectura modernista
Entre las obras del modernismo alcoyano se encuentran:
- Casa del Pavo: Es un edificio privado de estilo modernista. Se considera un símbolo de la bienestar económico que Alcoy tuvo a principios del siglo XX. Este edificio fue construido entre 1908-1909 por el arquitecto Vicente Pascual Pastor y se convirtió en estudio de pintura de Fernando Cabrera Cantó. Se denomina la Casa del Pavo por el pavo que remata el dintel de su puerta. Destaca también por el trabajo en forja de sus miradores y balcones, así como por los pomos de fundición y el remate en mosaico.

- Círculo Industrial de Alcoy: Entidad creada por la burguesía industrial alcoyana en 1868. Edificio modernista de 1911. En su bello interior se conserva un salón biblioteca y un amplio salón rotonda.

- Casa Laporta: Datado como el edificio introductor del estilo modernista en Alcoy.

- Cocheras en plaza Emili Sala 12. Obra modernista del arquitecto contestano Timoteo Briet Montaud en 1905.

- Casa País Valencià 30: Edificio modernista del maestro de obras alcoyano Jorge Vilaplana Carbonell.

- Casa Capellà Belloch 9: Edificio modernista del arquitecto contestano Timoteo Briet Montaud.

- Casa de Escaló: Otra muestra modernista conocida que fue en su día vivienda y actualmente alberga el Conservatorio de Música y Danza Joan Cantó.

- Casa Vilaplana: Edificio modernista del arquitecto alcoyano Vicente Pascual Pastor.

- Casa Mataix: Edificio modernista del arquitecto alcoyano Vicente Pascual Pastor.

- Monte de Piedad y Caja de Ahorros de Alcoy: Edificio modernista de 1909. Sede de la antigua entidad, actualmente alberga el IVAM Centre d'Art d'Alcoi.

- Casa Briet. Casa propia del arquitecto contestano Timoteo Briet Montaud.

- Casa Sant Josep 26: Edificio modernista del arquitecto contestano Timoteo Briet Montaud.

- Casa Sant Llorenç 3: Edificio modernista del arquitecto contestano Timoteo Briet Montaud.

- Casa Sant Llorenç 5. Edificio modernista del arquitecto alcoyano Vicente Pascual Pastor.

- Casa Sant Llorenç 27: Edificio modernista del arquitecto alcoyano Vicente Pascual Pastor en 1913.

- Viviendas en calle Pintor Casanova 16, 18 y 20: Conjunto de tres edificios de viviendas de estilo modernista, obra del arquitecto Timoteo Briet Montaud.

- Casa Sant Nicolau 4. Edificio modernista del arquitecto alcoyano Vicente Pascual Pastor.

- Casa Sant Nicolau 29: Edificio modernista del arquitecto alcoyano Vicente Pascual Pastor.

- Casa Sant Nicolau 32: Edificio modernista del arquitecto contestano Timoteo Briet Montaud.

- Casa Sant Nicolau 35: Edificio modernista del arquitecto contestano Timoteo Briet Montaud.

- Casa El Camí 1: Edificio modernista del arquitecto contestano Timoteo Briet Montaud.

- La Glorieta: Parque público inaugurado en 1836 con reforma modernista de 1899 del arquitecto alcoyano Vicente Pascual Pastor.

- Viviendas Bartolomé José Gallardo 1, 3 y 5: Conjunto de tres edificios de viviendas de estilo modernista, obra del arquitecto Timoteo Briet Montaud.

- Quiosco modernista de Alcoy: Edificación modernista ya desaparecida, obra del arquitecto alcoyano Joaquín Aracil Aznar.

- Cementerio de San Antonio Abad:. Destacan sus panteones de estilo modernista y neogotico, realizados por arquitectos y escultores modernistas alcoyanos.

### Arquitectura industrial modernista
Entre las obras industriales del modernismo alcoyano se encuentran:
- Fábricas de Ferrándiz y Carbonell: Antiguas fábricas textiles de estilo modernista, obra del arquitecto alcoyano Vicente Pascual Pastor que actualmente albergan el Campus de Alcoy de la Universidad Politécnica de Valencia.

- Viaducto de Canalejas: Puente de estilo modernista inaugurado en 1907. Es obra de los ingenieros Próspero Lafarga y del alcoyano Enrique Vilaplana Juliá.

- Subestación de Hidroeléctrica de Alcoy: Edificio modernista del año 1910 que albergaba una subestación de la compañía eléctrica Hidrola aprovechando el curso del río Serpis.

- Fábricas Sant Joan 43 y 45: Edificios industriales de estilo modernista obra del arquitecto Timoteo Briet Montaud en 1915.

- Parque de bomberos: Edificio público de 1915 de estilo art nouveau, obra del arquitecto alcoyano Vicente Pascual Pastor.

- Taller de carruajes en calle Agres 5: Edificio industrial de estilo modernista obra del arquitecto Timoteo Briet Montaud en 1909.

- Fábrica en calle Agres 8: Edificio industrial de estilo modernista obra del arquitecto Vicente Pascual Pastor y del ingeniero José Cort Merita entre 1904 y 1913.

- Fábrica en calle Alcoleja 4: Edificio industrial de estilo modernista obra del arquitecto Vicente Pascual Pastor en 1920.

- Fábrica de "El Rosendo": Edificio industrial de estilo modernista obra del arquitecto Timoteo Briet Montaud en 1914.

- Fábrica en calle Sant Vicent Ferrer 12: Edificio industrial de estilo modernista obra del arquitecto Timoteo Briet Montaud en 1915.

- Matadero municipal de Alcoy: Edificio modernista del año 1911 obra del arquitecto Timoteo Briet Montaud. Actualmente es un centro deportivo municipal.

- Fuente de El Molinar de Alcoy: Obra del ingeniero José Abad Carbonell en 1912. La cúpula modernista está decorada con trencadís.

## Pintura y diseño modernista
Los pintores alcoyanos Fernando Cabrera Cantó y Francisco Laporta Valor serán los artistas que introdujeron en Alcoy el movimiento modernista y sus más destacados miembros en este campo. Colaboraron junto a los arquitectos modernistas Vicente Pascual Pastor y Timoteo Briet Montaud en el diseño de diversas fachadas e interiores de edificios en Alcoy, hecho que enriquecería notablemente el trabajo y acabado final de diversos edificios proyectados por los arquitectos alcoyanos.
Por otra parte, a principios del siglo XX Alcoy contaba con un nutrido grupo de pintores, dibujantes e ilustradores que trabajaban para la pujante industria alcoyana. Estos adoptaran el nuevo estilo art nouveau para la publicidad de las empresas alcoyanas que demandaban un diseño al nuevo estilo artístico imperante. 
Es el caso de los pintores e ilustradores alcoyanos Francisco Laporta Valor, Emilio Sala, Adolfo Morrió, Edmundo Jordá o José Mataix Monllor, que realizaron una prolífica difusión del modernismo en el campo del diseño, el grabado o la ilustración. Especialmente conocida y de marcado carácter modernista será la publicidad realizada para las marcas de papel de fumar y las empresas papeleras alcoyanas (Bambú, Pay-Pay, Papeleras Reunidas, etc). En este sentido, un ejemplo bien conocido es el del pintor e ilustrador Edmundo Jordá que diseñó el icono publicitario del negrito de la marca de papel de fumar Pay-Pay, de la casa "Bambú".

## Escultura modernista
El modernismo alcoyano también contó con artistas y escultores, la mayoría de ellos anónimos, que desarrollaron su arte en distintos edificios modernistas de Alcoy, trabajando a las órdenes de los arquitectos locales Vicente Pascual Pastor y Timoteo Briet Montaud. El más destacado de ellos será el escultor alcoyano Lorenzo Ridaura Gosálbez
Por otra parte, se pueden contemplar esculturas de estilo art nouveau en el cementerio de San Antonio Abad de Alcoy, en el que destacan sus panteones familiares de estilo modernista y neogotico, realizados por arquitectos y escultores modernistas alcoyanos. El cementerio alcoyano fue incluido en el año 2012 en la Ruta Europea de Cementerios Significativos.
Las obras modernistas más destacadas del cementerio de Alcoy son las siguientes:
- Panteón familiar de Agustín Gisbert: Obra de Vicente Pascual Pastor, José Cort Merita como ingeniero, Fernando Cabrera Cantó como pintor y Lorenzo Ridaura Gosálbez como escultor. (1903).
- Panteón Vilaplana Gisbert: Obra de Timoteo Briet Montaud. (1910).
- Panteón de la familia Pérez Lloret: Obra de Jaime Pérez Lloret. (1910).
- Panteón Salvador García Botí: Obra de Vicente Pascual Pastor y escultura de Eugenio Carbonell. (1911).
- Panteón Enrique Carbonell: Obra de Vicente Pascual Pastor, diseño, relieves y escultura de Lorenzo Ridaura Gosálbez y relieves de la cripta de Tomás Ferrándiz. (1925).
- Panteón Enrique Hernández: Proyecto y escultura de Lorenzo Ridaura Gosálbez. (1931).

## Semana del Modernismo de Alcoy
En el año 2017 se celebró la I Semana del Modernismo de Alcoy organizada por el Ayuntamiento de Alcoy a la que se sumaron distintas asociaciones de Alcoy. La cita, celebrada del 18 al 24 de septiembre, incluye exposiciones, conferencias, rutas, feria modernista, talleres y actividades relacionadas con el modernismo de Alcoy.
La primera edición estuvo dedicada a la figura del arquitecto alcoyano Vicente Pascual Pastor. El 22 de septiembre de 2017 se colocó una placa conmemorativa de la inclusión de Alcoy, en el año 2010, dentro de la Ruta Europea del Modernismo, asociación europea formada por instituciones y gobiernos locales cuyo fin es la protección y promoción internacional del patrimonio modernista, junto a la entrada del ayuntamiento, en el piso de la plaza de España.
El 24 de septiembre de 2017 se colocó un monolito en memoria del arquitecto Vicente Pascual en el parque de la Glorieta de Alcoy como acto de clausura de la I edición de la Semana del Modernismo de Alcoy con la asistencia de las autoridades locales y de sus familiares. En el acto, participó con un discurso de agradecimiento, Enrique Villar Pascual, nieto del arquitecto alcoyano.

### Ediciones
| Año  | Nombre                         | Fecha                                | Dedicado                 | Lema                                                        |
| ---- | ------------------------------ | ------------------------------------ | ------------------------ | ----------------------------------------------------------- |
| 2017 | I Feria Modernista de Alcoy    | 18 de septiembre al 24 de septiembre | Vicente Pascual Pastor   | Reviviendo una gran época                                   |
| 2018 | II Feria Modernista de Alcoy   | 17 de septiembre al 23 de septiembre | Lorenzo Ridaura Gosálbez | Redescubriendo Lorenzo Ridaura                              |
| 2019 | III Feria Modernista de Alcoy  | 16 de septiembre al 22 de septiembre | Amalia García Miralles   | Aprendiendo del pasado                                      |
| 2021 | IV Feria Modernista de Alcoy   | 20 de septiembre al 26 de septiembre |                          | La magia del pasado                                         |
| 2022 | V Feria Modernista de Alcoy    | 19 de septiembre al 25 de septiembre | Francisco Laporta Valor  | Pinceladas de memoria                                       |
| 2023 | VI Feria Modernista de Alcoy   | 18 de septiembre al 24 de septiembre | Virginia Soler Alberola  | La conquista de un sueño, haciendo camino hacia la igualdad |
| 2024 | VII Feria Modernista de Alcoy  | 23 de septiembre al 29 de septiembre | Gonzalo Cantó Vilaplana  | Universo de musas                                           |
| 2025 | VIII Feria Modernista de Alcoy | 22 de septiembre al 28 de septiembre | Timoteo Briet Montaud    | El reinicio de la belleza                                   |